# Кам'янка (Октябрський район, Волгоградська область)
Кам'янка (рос. Каменка) — село у Октябрському районі Волгоградської області Російської Федерації.
Населення становить 129  осіб. Входить до складу муніципального утворення Ковалівське сільське поселення.

## Історія
Село розташоване у межах українського історичного та культурного регіону Жовтий Клин.
Згідно із законом від 15 грудня 2004 року № 968-ОД  органом місцевого самоврядування є Ковалівське сільське поселення.

## Населення
| 1914 | 2010 |
| ---- | ---- |
| 467  | ↘129 |